# Arpachiyah

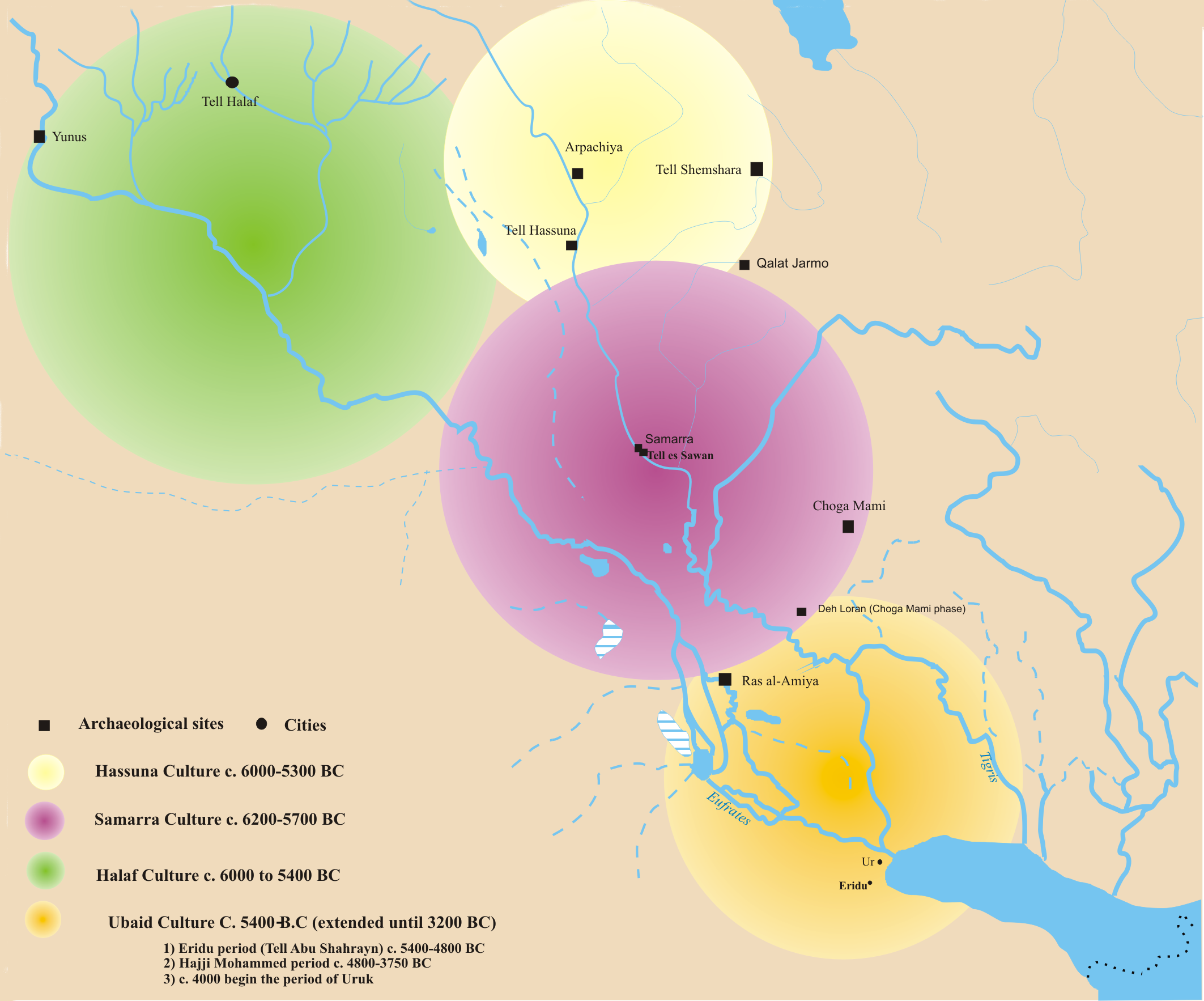
Mapa de les cultures de Mesopotàmia incloent situació d'Arpachiya

Tell Arpachiyah és un lloc arqueologic prop de Mosul a la governació de Nínive a l'Iraq a uns 6 km de l'antiga Nínive. Ell lloc més proper és Tepe Reshwa. S'han excavat estrats d'ocupació dels períodes Halaf i Obeid (Ubaid). És un dels jaciments (junt amb Chagar Baçar) que millor permet seguir la seqüència de la cultura d'Halaf.
El munt és relativament petit, de 67 metres de diàmetre (estès fins a 125 metres) i una altura de 5,5 metres. Fou descobert per Reginald Campbell Thompson el 1928, i escavat per Max Mallowan i John Cruikshank Rose de l'Escola Britànica d'Arqueologia de l'Iraq, i Agatha Christie, el 1933. El 1976 es van fer sondejos addicionals per un equip dirigit per Ismail Hijara. Algunes estructures estaven al descobert incloent uns tolos i una casa cremada. Un gran nombre d'objectes (poteria principalment) de la cultura d'Halaf foren localitzats junt amb alguns enterraments propis de la cultura d'Ubaid.